# Colegiul Național „Liviu Rebreanu” din Bistrița

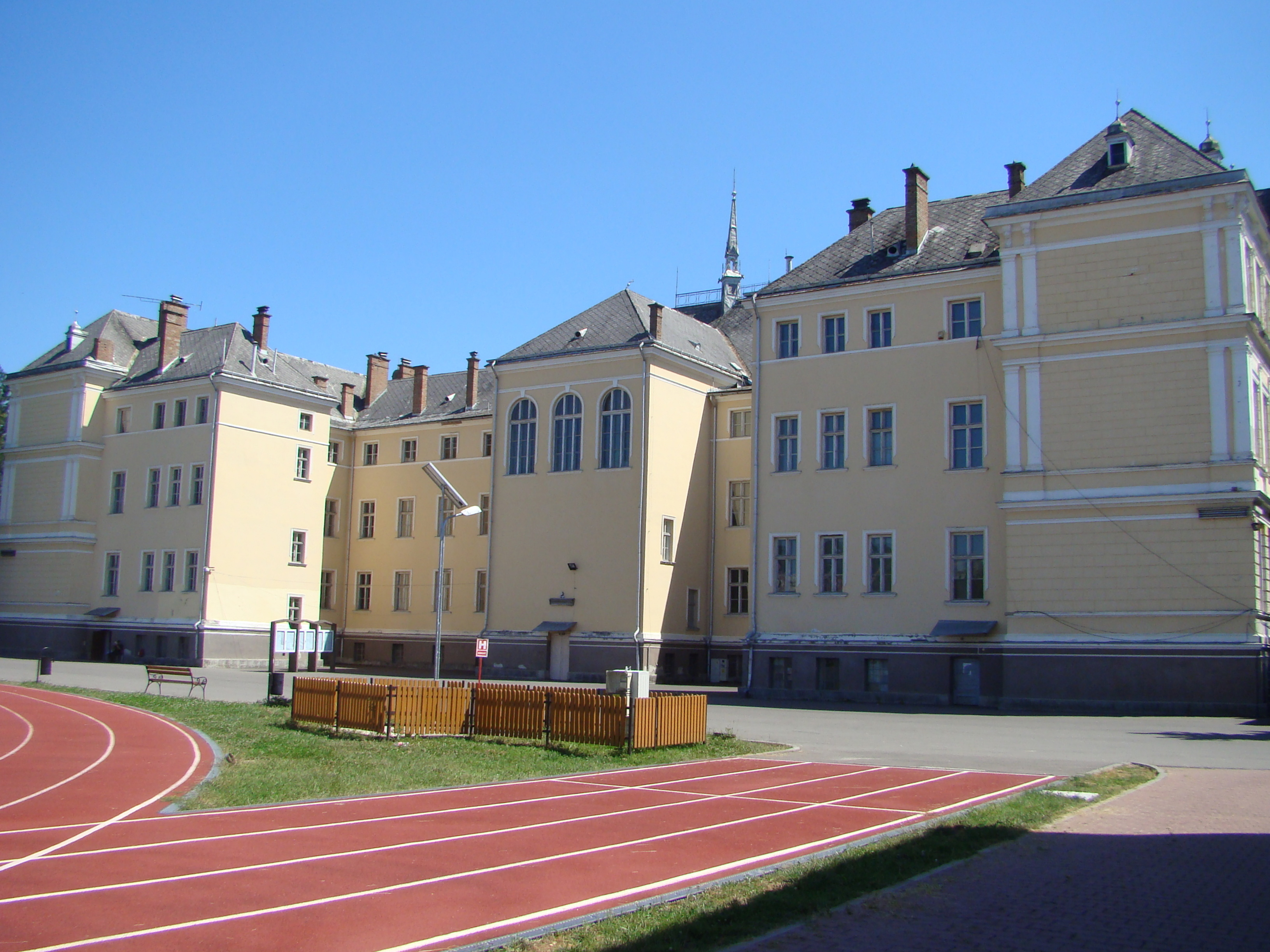
Colegiul Național „Liviu Rebreanu” din Bistrița, foto: august 2018.

Colegiul Național „Liviu Rebreanu” este o unitate de învățământ din Bistrița, care își desfășoară activitatea în clădirea fostului gimnaziu luteran de băieți, monument istoric clasificat sub cod LMI BN-II-m-A-01551.

## Istoric
Spre sfârșitul secolului XIX spațiul Gimnaziului Evanghelic din centrul orașului a devenit tot mai strâmt pentru nevoile crescânde de studiu ale cetății. Ideea construirii unui nou sediu a devenit variantă de lucru pentru bistrițeni. Vechiul sediu al Gimnaziului Evanghelic a fost vândut statului de către Parohia Evanghelică din Bistrița în data de 7 octombrie 1900, cu suma de 120.000 de coroane. S-a hotărât cumpărarea unui teren pentru noua construcție, pe strada Măcelarilor (în prezent Bulevardul Republicii). Terenul era de formă dreptunghiulară, cu un front la stradă de 192 m, înspre vechiul târg de vite de 209 m și lungimea de 230 m.
Directorul de atunci al gimnaziului, Georg Fischer, a apelat la donații pentru începerea construcției, în primul rând de la elevi și profesori. În 1901 suma adunată a fost de 44.237 coroane. 

## Directori
Între anii 1914-1929 director al liceului a fost profesorul de istorie Albert Berger (1864-1936).

## Profesori
Între 1891-1910 profesor de limba germană a fost Gustav Kisch, devenit ulterior șeful catedrei de limbă și literatură germană a Universității din Cluj.

## Elevi
Între elevii liceului s-au numărat Alexandru Vaida Voevod, Miron Cristea și Liviu Rebreanu. 

## Galerie de imagini

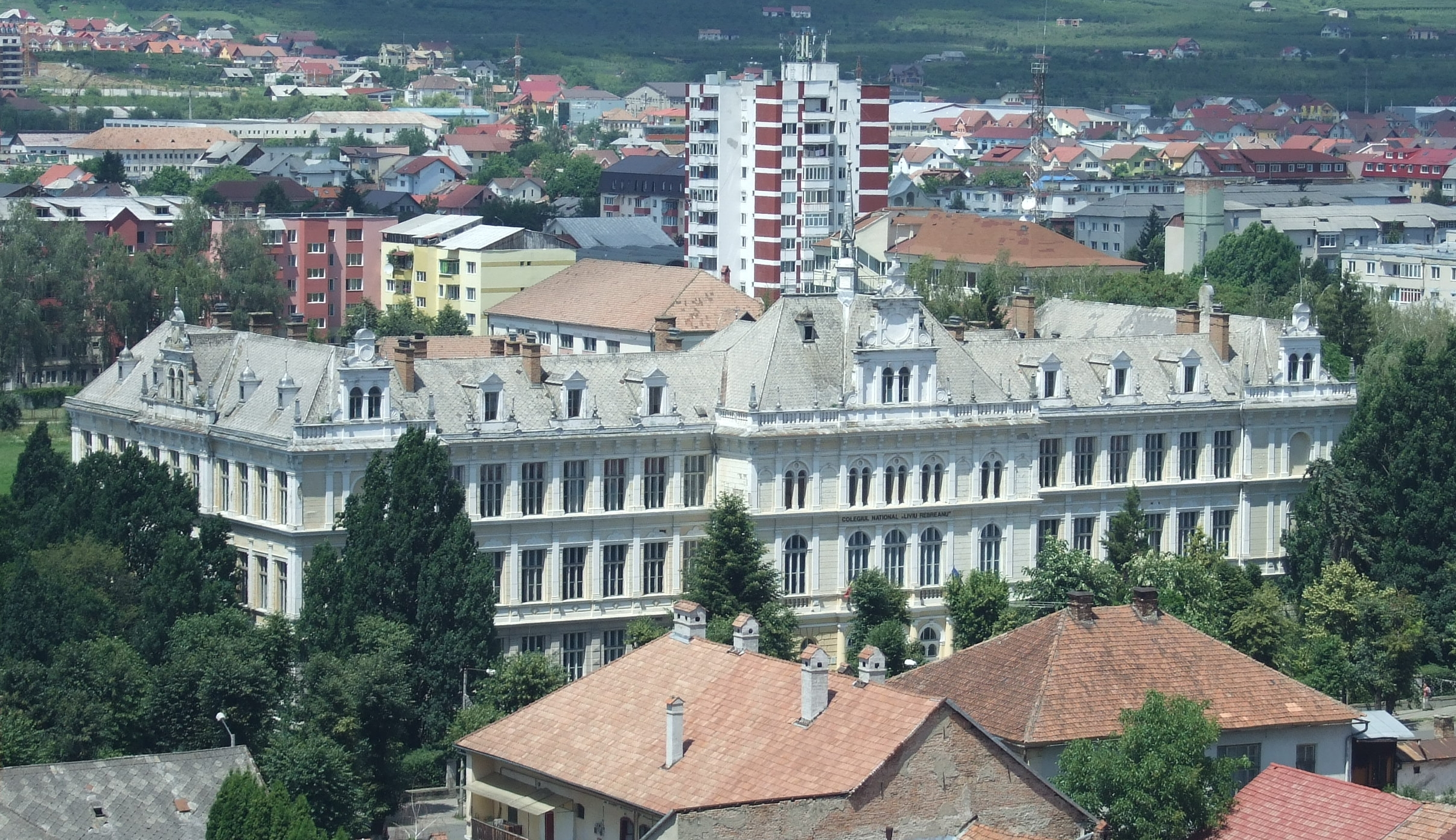
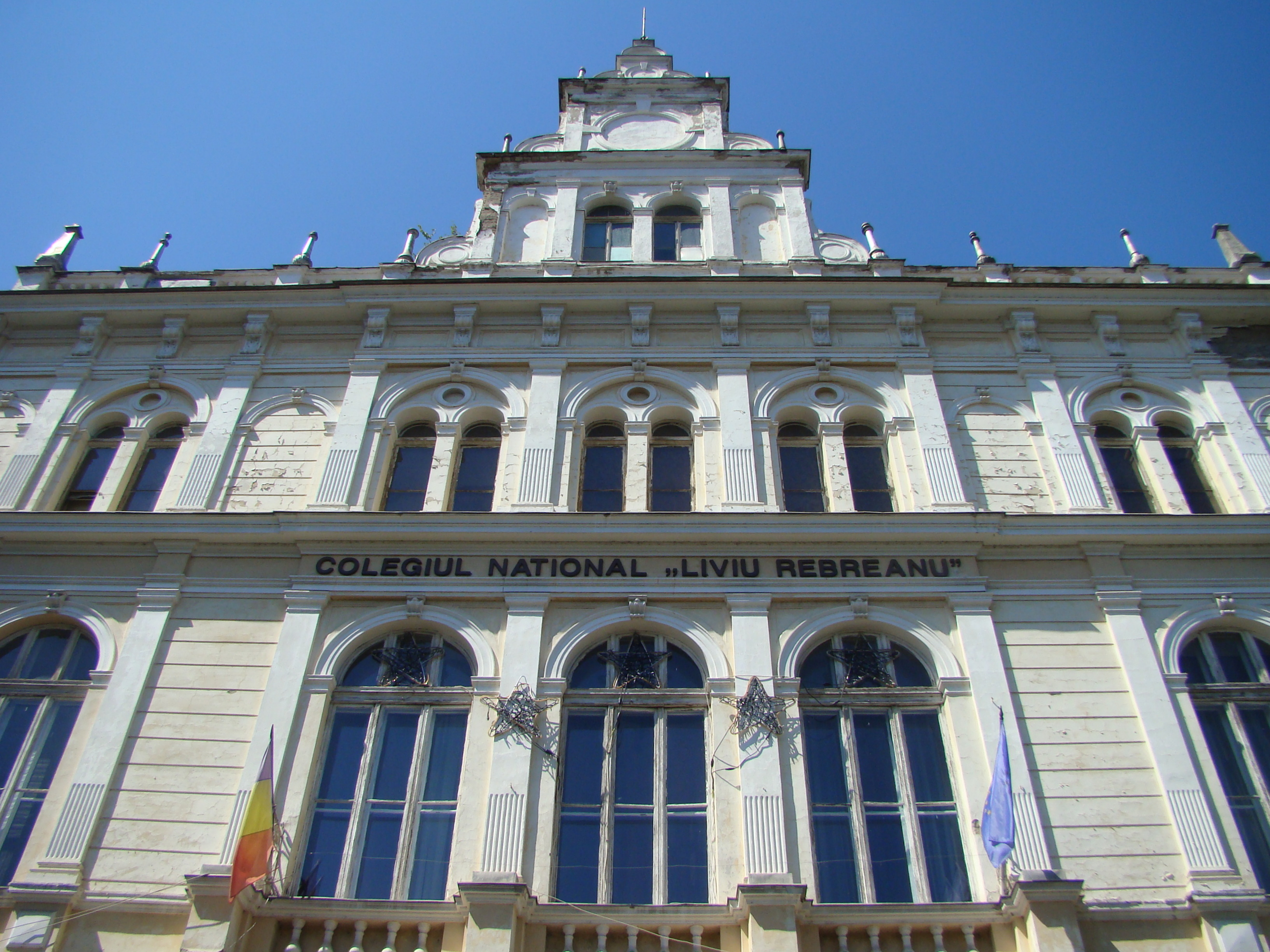
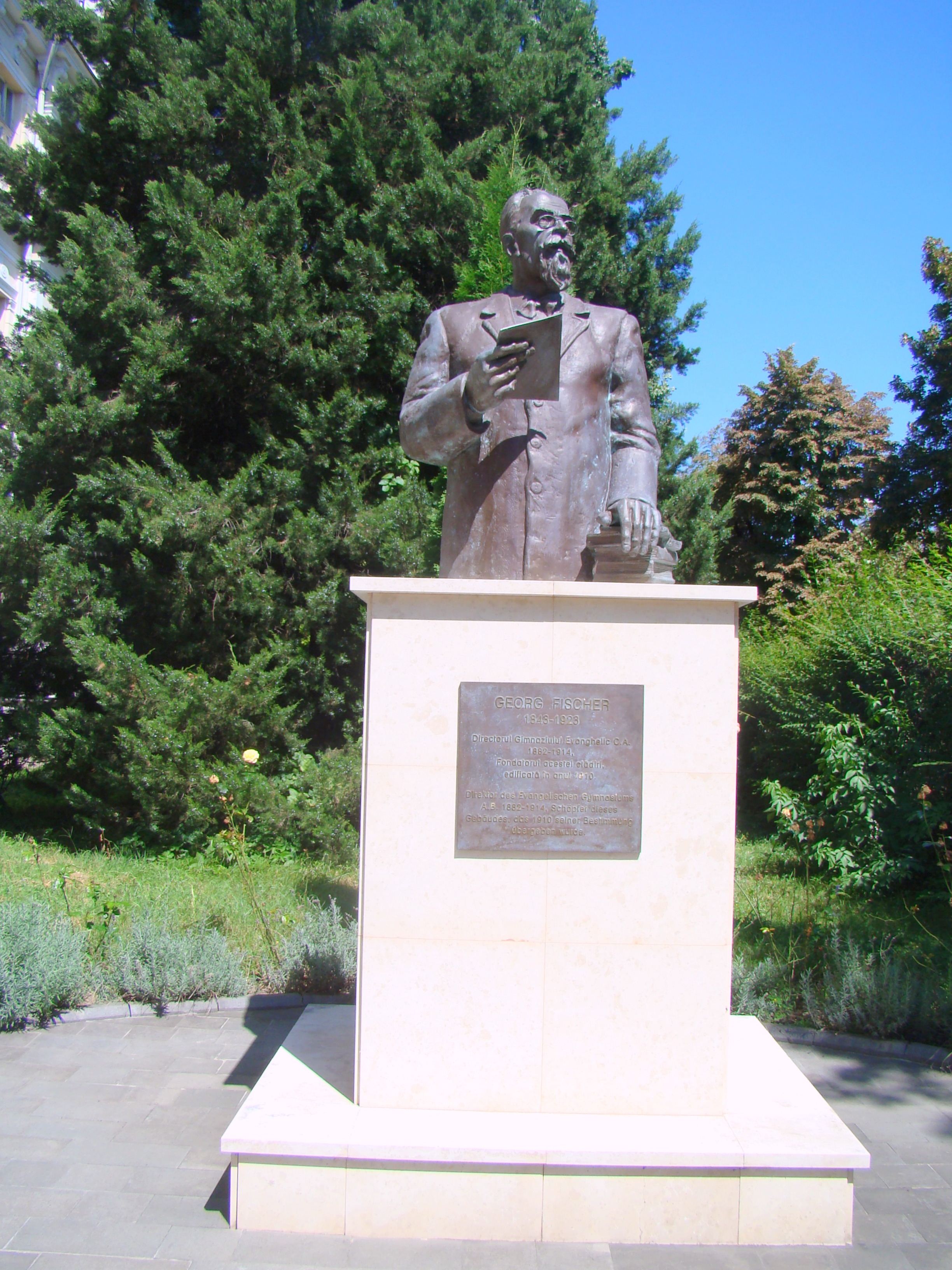
Statuia lui Georg Fischer, directorul Gimnaziului Evanghelic şi fondatorul clădirii
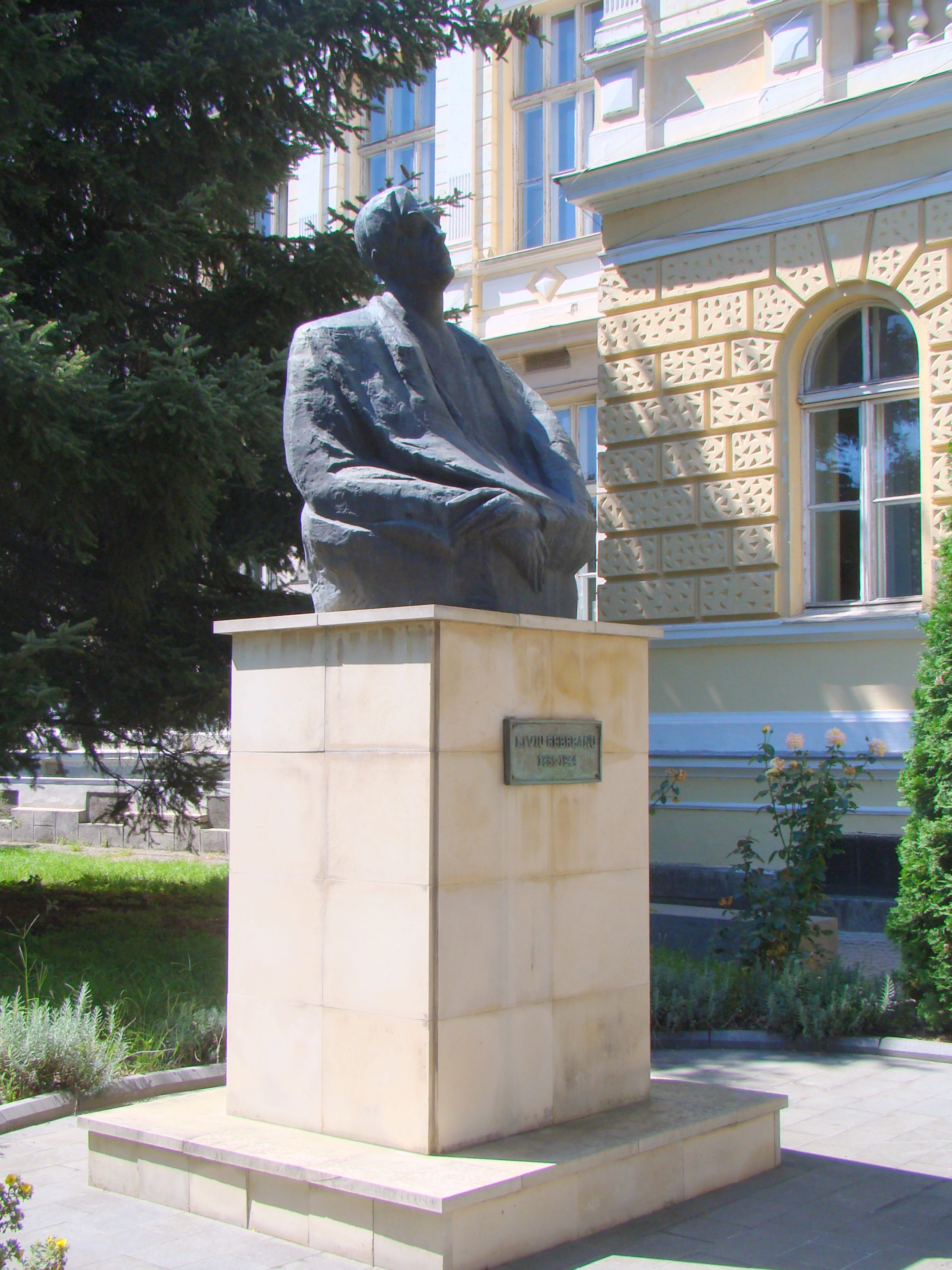
Bustul lui Liviu Rebreanu (monument istoric)